# حديث مسلسل
الحديث المسلسل في سياق علم الحديث هو ما تتابع رجال إسناده على صفة واحدة أو حال واحدة للرواة أو للرواية،
 بعبارة أخرى فالحديث المسلسل هو الحديث الذي تناقله الرواة عن بعضهم البعض بهيئة تحاكي هيئة النبي ﷺ أثناء قوله، أو هيئة السياق الزماني أو المكاني الذي قيل فيه الحديث، كأن يقول النبي ﷺ حديثا ثم يقبض على لحيته، فيأتي الراوي ليروي ما قاله النبي ﷺ ثم يقبض الراوي على لحيته كما فعل النبي ﷺ، ثم يأتي الراوي الذي بعده فيروي الحديث ثم يقبض على لحيته وهكذا، وذلك يقوي معنى الاتصال في الحديث، لأن فيه دلالة على اتصال السماع وزيادة في ضبط الراوي، إذ أن الرواي لم يكتفي بنقل العبارة النبوية فقط، بل وصف معها هيئة النبي ﷺ أثناء قوله الحديث.

## أمثلة على المسلسلات

### المسلسل بأحوال الرواة الفعلية
مثله الحديث الذي رواه أبو هريرة قائلا:
فكان أبو هريرة إذا حدث أحد الرواة بهذا الحديث يشبك يده بيد الرواي ثم يقول له: شبك بيدي أبو القاسم وقال لي: «خلق الله عز وجل التربة يوم السبت...»، فإذا أراد هذا الراوي أن يحدث راو آخر بهذا الحديث فإنه يشبك يده بيد هذا الراوي الثاني ويقول له: شبك أبو هريرة يده بيدي وقال: شبك بيدي أبو القاسم وقال لي: «خلق الله عز وجل التربة يوم السبت...»
وهذا المسلسل يُسمى مسلسل التشبيك باليد، حيث أن كل راو من رواة الحديث كان يشبك يده بيد من يروى له الحديث.

### المسلسل بأحوال الرواة القولية
مثله الحديث الذي رواه معاذ بن جبل قائلا:
فكان معاذ إذا حدث أحد الرواة بهذا الحديث يقول له: «إني أحبك فلا تدعن دبر كل صلاة أن تقول اللهم أعني على ذكرك وشكرك وحسن عبادتك»، فإذا أراد هذا الراوي أن يحدث راو آخر بهذا الحديث فإنه يروي الحديث ثم يقول للراوي الذي يسمعه: «إني أحبك فلا تدعن دبر كل صلاة أن تقول اللهم أعني على ذكرك وشكرك وحسن عبادتك»، وهكذا.
ومثله أيضا الحديث الذي روته عائشة  قائلة:
قالت عائشة : يرحم الله لبيدا وهو الذي يقول:
ثم قالت عائشة : «يرحم الله لبيدا كيف لو أدرك زماننا هذا»، وقد روى عن عائشة هذا الحديث عروة بن الزبير، ثم قال: «رحم الله عائشة كيف لو أدركت زماننا هذا» ثم تسلسل الرواة بقولهم: «رحم الله فلانا كيف لو أدرك زماننا هذا»

### المسلسل بأحوال الرواة الفعلية والقولية معا
مثله الحديث الذي رواه أنس بن مالك قائلا:
فكان أنس إذا حدث أحد الرواة بهذا الحديث فإنه يقبض على لحيته ويقول: «آمنت بالقدر خيره وشره، حلوه ومره»، فإذا حدث هذا الراوي غيره بهذا الحديث فإنه يروي الحديث ثم يقبض على لحيته ويقول: «آمنت بالقدر خيره وشره، حلوه ومره»، والمسلسل في هذا الحديث هو القبض على اللحية وقول «آمنت بالقدر خيره وشره حلوه ومره».

### المسلسل بصفات الرواة
هو المسلسل بصفة من صفات الرواة، مثل اتفاق أسماؤهم كالمسلسل بالمحمدين، أو اتفاق صفاتهم كالمسلسل بالفقهاء والحفاظ، أو اتفاق نسبتهم كالمسلسل بالمكيين والمسلسل بالمدنيين والمسلسل بالمصريين.
- مثله: المسلسل بالمحمدين

- ومثله أيضا: المسلسل بالحنابلة

### المسلسل بصفات الرواية
المسلسل بصفة من صفات الرواية كزمان الرواية أو مكانها أو صيغ أدائها.
المسلسل بزمان الرواية
- مثله: ما رواه عبد الله بن عباس  في يوم عيد قائلا:

وقد روى هذا الحديث عطاء بن أبي رباح عن ابن عباس في يوم عيد، ثم رواه ابن جريج عن عطاء في يوم عيد، ثم رواه سفيان الثوري عن ابن جريج في يوم عيد، فسُمى المسلسل بروايته يوم العيد.
- ومثله: المسلسل بيوم عاشوراء، وهو حديث أبي قتادة الأنصاري الذي تناوله الرواة بالرواية يوم عاشوراء، والذي روى فيه أبو قتادة أنه سمع رسول الله في يوم عاشوراء يقول:«صيام يوم عاشوراء إني أحتسب على الله أن يكفر السنة التي قبله».[9]

المسلسل بمكان الرواية
- مثله: الحديث المسلسل بإجابة الدعاء في الملتزم

قال ابن عباس: «فوالله ما دعوت الله فيه قط إلا أجابني»، وقد روى الحديث عمرو بن دينار عن ابن عباس  وقال: «وأنا ما دعوت الله فيه إلا استجاب لي»، ثم رواه سفيان وقال: «وأنا ما دعوت الله فيه إلا استجاب لي»، ثم تتابع الرواة على هذا القول.
والمسلسل بصيغ الأداء هو الحديث الذي يَستخدم فيه كل راو من رواته نفس لفظ الأداء، كأن يقول كل راو «سمعت» أو «أخبرنا»، والمسلسل بالقسم مثل «أخبرنا فلان والله» و«بالله العظيم»، والمسلسل بقول «أشهدنا على نفسه» و «أشهدُ على فلان» و«أشهد بالله وأشهد لله» وغيرها.

## كتب المسلسلات
من الكتب التي جمعت الأحاديث المسلسلة:
- «المسلسلات الكبرى» و«جياد المسلسلات» للسيوطي
- «مسلسلات ابن حبان»
- «مسلسلات ابن شاذان»
- «مسلسلات أبي نعيم الأصبهاني»
- «مسلسلات ابن عساكر»
- «مسلسلات ابن الطباخ»
- «رسالة المسلسلات» لمحمد بن جعفر الكتاني
- «العجالة في الأحاديث المسلسلة» لمحمد ياسين الفاداني